# Khwee
Khwee is een dorp in het district Central in Botswana. De plaats telt 1196 inwoners (2011).